# Lodi Vecchio
Lodi Vecchio – miejscowość i gmina we Włoszech, w regionie Lombardia, w prowincji Lodi.
Według danych na rok 2004 gminę zamieszkiwało 6910 osób, 431,9 os./km².